# Porong Ri
Der Porong Ri befindet sich im Zentral-Himalaya im Autonomen Gebiet Tibet (Volksrepublik China). 
Der 7292 m hohe Berg befindet sich im Kreis Nyalam der bezirksfreien Stadt Xigazê.
Die nepalesische Grenze liegt einen Kilometer südwestlich des Gipfels. 
Der Achttausender Shishapangma befindet sich 7,5 km südöstlich des Porong Ri.
Der Porong Ri gilt als der 86. höchste Berg der Erde.

## Besteigungsgeschichte
Die Erstbesteigung gelang einer japanischen Expedition. Die beiden Bergsteiger Minoru Wada und Yukio Eto erreichten am 14. Mai 1982 den Gipfel. Minoru Wada verunglückte beim Abstieg tödlich.